# Bataille d'Arfderydd
La Bataille d'Arfderydd, selon les Annales Cambriae, opposa en 573 Gwenddolew ap Ceidio, roi de Caer Guendoleu à une coalition de princes bretons dirigée par le roi d'Ebrauc Peredur mab Eliffer et qui comprenait son frère Gwrgi, le roi Rhydderch Hael de Strathclyde. Gwenddolew ap Ceidio fut vaincu et tué mais Ebrauc fut affaibli et ne put résister aux Angles de Deira et de Bernicie qui le détruisirent sept ans plus tard.
La bataille aurait eu lieu à proximité de la petite ville actuelle de Longtown (voir (en) Longtown, Cumbria), dans le comté de Cumbria (au nord-ouest de l'Angleterre, près de Carlisle).

## Source
(en) Tim Clarkson, The Men of the North. The Britons of southern Scotland, Édimbourg, John Donald, 2010, 230 p. (ISBN 978-1-906566-18-0), p. 89-99, chapitre 5 Two Battles: Arfderydd.